# Bel Air Rivière Sèche
Bel Air Rivière Sèche är en ort i Mauritius.   Den ligger i distriktet Flacq, i den centrala delen av landet, 28 km öster om huvudstaden Port Louis. Bel Air Rivière Sèche ligger 78 meter över havet och antalet invånare är 17 671. Den ligger på ön Mauritius.
Terrängen runt Bel Air Rivière Sèche är platt åt nordost, men åt sydväst är den kuperad. Havet är nära Bel Air Rivière Sèche österut.  Närmaste större samhälle är Centre de Flacq, 8,4 km norr om Bel Air Rivière Sèche. I omgivningarna runt Bel Air Rivière Sèche växer i huvudsak städsegrön lövskog.